# Новый Барбизон
Новый Барбизон — группа израильских художниц.
Группа была основана 2010 году новыми репатриантками из СССР.

## О группе
Все пять участниц группы получили классическое художественное образование в Советском Союзе.
Название группы берет свое начало от французской школы середины XIX века Барбизон, к которому принадлежали такие художники, как Теодор Руссо, Франсуа Милле и Камиль Коро.
Эти художники, создавая интимные пейзажи, впервые в истории искусства отнеслись к природе не как к романтическому обрамлению сюжета картины, а как к самостоятельному субъекту искусства. К ним в Барбизон на пленер потянулись подросшие к тому времени молодые художники, будущие прославленные импрессионисты: Клод Оскар Моне, Огюст Ренуар и другие.
Как и французские барбизонисты, члены группы «Новый Барбизон» предпочитают рисовать на пленэре.
Однако, в отличие от барбизонистов, натурой у них обычно является не природа, а урбанистическое пространство с его социальными контекстами. Рисуя с натуры, группа разрабатывала свой визуальный язык, наиболее подходящий для изображения современного города, его динамики и его жителей. Пленэры проходили в разных странах, включая Израиль, Россию и Германию.
Как и французская школа, «Новый Барбизон» имеет общественную позицию и выражает социальную критику.

## Состав
Члены группы:
- Наталия Зурабова
- Ася Лукин
- Анна Лукашевская
- Зоя Черкасская
- Ольга Кундина

## Выставки и проекты
Группа выставлялась во многих музеях, в том числе:
- 2016 — «THE KIDS WANT COMMUNISM», MOBY — Бат-Ямский музей искусства; куратор — Йошуа Симон,
- 2014 — DRAWING HURA, Центр искусств Хура, куратор Моше Бальмас
- 2015 — «WORKS ON PAPER», Галерея Розенфельд, Тель-Авив
- 2014 — «Чикагский треугольник», ART-WOMEN-DISCOURSE, Хайфский музей искусства,
- 2014 — Музей Бар-Давид, кибуц Барам
- 2014 — «Центрифуга», Финда натана Камимнгса, Нью-Йорк
- 2013 — «Новый Барбизон», PERMM, куратор Марат Гельман
- 2012 — «Культ Карго», MOBY — Бат-Ямский музей искусства, куратор Макс Ломберг